# 豐山村 (花蓮縣)
23°51′18″N 121°28′55″E / 23.855°N 121.482°E
豐山村是中華民國花蓮縣壽豐鄉的村，原為台灣日治時期日本移民村豐田村的一部分，戰後時期中華民國政府將豐田村重新劃分為豐山村、豐裡村、豐坪村三個行政區劃，豐山村即為原先豐田村的「山下」聚落。
豐山村亦為中華民國原住民族委員會完成核定之核定部落，稱為豐山部落，又稱豐山德洛部落，原住民人口佔豐山村12%，其中阿美族10%、泰雅族1%。

## 地理
豐山村東鄰豐裡村，南接樹湖村，北連壽豐村，西側大致以原荖腦山的東北稜為界，其中原荖腦山為中央山脈東麓出露台灣最老地層之變質雜岩帶。:18原荖腦山早期盛產石綿、樟樹，同時為豐田玉的礦區，帶動了豐山村早年的經濟產業發展。

## 歷史
豐山村在新石器時代已有史前文明於原荖腦山開採玉礦，於荖山遺址出土的文物證實當時有玉器作坊，更與周遭的重光、支亞干等遺址連結，成為史前時代玉材及玉器的輸出中心。
豐山村的前身為豐田村的「山下」聚落，於大正4年（1915年）編入，因位於原荖腦山山麓而得名。:22-23豐田移民村時期，豐山村的產業發展除農耕外，亦於原荖腦山伐樟樹，種植茶葉、檸檬，使原荖腦山成為臺灣最早種植茶葉的地區之一。昭和7年（1932年）原荖腦山被發現出產石棉礦，而後獲日本政府支持設立石綿工廠，開採石綿礦作為軍事戰備物資，於二戰末期不少男性藉進入工廠採集石綿而免於兵役。:4
中華民國接收台灣後，將豐田村重新劃分為豐山、豐裡、豐坪三村，不過村民仍習慣對外自稱豐田村，只有需要時才會進一步提及居住的村落。:31956年，當時仍為大學生的國立成功大學教授廖學誠，在地質調查中發現日治時代隨著石綿礦開採出來、被誤以為是「廢石」而大量棄置在原荖腦山溪谷的綠色石塊，經鑑定後為臺灣玉，後續於1965年經勘查證實當地有豐富的玉礦，中國石礦公司正式開採豐田玉，帶動豐山村的經濟發展。1970年代豐田玉產業最鼎盛之時，豐山村「家家做玉」、被譽為「花蓮首富之區」，街上白天處處皆可聽見磨玉工坊砂輪機運轉的聲音、晚上單車和計程車人潮絡繹不絕，每年約帶動50億元的外銷產值。:59-61後續因世界能源危機導致國際經濟不景氣，及爆炸法導致採出原石內裂嚴重等因素，豐田玉產業逐漸沒落，於1983年禁採。
帶動豐田地區經濟發展的豐山村豐田玉產業和豐坪村無籽西瓜產業沒落後，目前豐山村民多以務農維生，主要農產有花生、甘蔗、蔬菜、黃瓜、番茄。2000年代豐田玉因陸客觀光產業而再次熱銷，豐田玉成為講述豐田時的代表:66，而豐山村也成立了「花蓮縣牛犁社區交流協會」，注重豐田地區的社區營造，成為台灣最大型的社區營造組織。:822021年，由廢棄傳統市場改建而成的花蓮縣考古博物館開幕，除了展示花東地區史前遺址和玉文化產業外，亦藉博物館的設立活化並連結在地產業。

### 豐山部落
豐山村最早遷來的三戶原住民分別為Kayopeng（撒奇萊雅族人，光復後在豐山購買水田置產）、鄭來發（Onak-Saomah，太巴塱社人，因公地放領獲分配水田）、胡安登（Fanti，簿簿社人，原為受雇於日本人的佃戶，戰後繼承日人遺留下來的水田），因只有三戶而被當地漢人稱為「Sakingco」（Sann-king-tshù），即閩南語「三間屋」或「小部落」之意。後續則有少數荳蘭社、七腳川社、砂荖社等阿美族人遷入。這些阿美族人初遷豐山時，僅於水田附近搭蓋阿美族的傳統房舍，衛生設備相當簡陋，由於位置分散、管理不易，政府乃於民國53年（1964年）撥出一塊公有地作為移住區，豐山部落就此成立。

2022年5月，豐山德洛部落聚會所動工，是壽豐鄉預計興建的12座部落聚會所中第2座動工者，朝「一部落一聚會所」的願景邁進。

## 景點及設施
- 花蓮縣考古博物館：原為1986年壽豐鄉公所設立之室內零售市場，但民眾仍習慣在中興街上買菜、經營，因此市場最後也無人使用。此一棄置市場歷經多次活化轉型討論，最終決定規劃為縣級考古博物館，於2021年開幕。[19]
- 大同戲院：為豐山村過去繁榮時期曾經存在的戲院，1974年歇業後將隔間分租菜攤、麵攤、肉攤。2021年花蓮縣文化局辦理「『鄉關何處－藝術開放、空間亮點』藝術家駐創計畫」，歇業超過40年的大同戲院重啟大門，邀請藝術家進駐創作，戲院內的防空洞也成為展示區之一。[19][20][21]
- 國立空中大學花蓮壽豐校區：原為臺灣觀光學院，因少子化導致招生困難，於2021年停辦，並於2022年完成清算，將其校地與校舍捐贈予國立空中大學，成為國立空中大學花蓮壽豐校區。[22]
- 臺鐵豐田車站
- 豐田派出所
- 豐田郵局